# Hermsdorf/Erzgeb.
Pour les articles homonymes, voir Hermsdorf.
Hermsdorf/Erzgeb.  est une commune de Saxe (Allemagne), située dans l'arrondissement de Suisse-Saxonne-Monts-Métallifères-de-l'Est, dans le district de Dresde.